# Sinibotia
Sinibotia és un gènere de peixos de la família dels cobítids i de l'ordre dels cipriniformes.

## Distribució geogràfica
Es troba a Laos, la Xina (Sichuan, Guizhou i Yunnan), el Vietnam i Tailàndia, incloent-hi les conques dels rius Mekong i Iang-Tsé.

## Taxonomia
- Sinibotia longiventralis (Yang & Chen, 1992)[17]
- Sinibotia pulchra (Wu, 1939)[18]
- Sinibotia reevesae (Chang, 1944)[19]
- Sinibotia robusta (Wu, 1939)[18]
- Sinibotia superciliaris (Günther, 1892)[20][15][21][22][23]

## Estat de conservació
Sinibotia longiventralis, Sinibotia pulchra, Sinibotia robusta i Sinibotia superciliaris apareixen a la Llista Vermella de la UICN. Llurs principals amenaces són la sobrepesca, la contaminació de l'aigua i la degradació del seu hàbitat a causa de la construcció de preses i d'altres modificacions antropogèniques.